# Abatemarco (Montano Antilia)
Abatemarco is een plaats (frazione) in de Italiaanse gemeente Montano Antilia. In 2011 telde Abatemarco 309 inwoners.

## Geschiedenis
Het dorp is gesticht in de vroege middeleeuwen rondom de Byzantijnse kerk San Nicola di Mira. De dorpsnaam is afkomstig van abate Marco, oftewel abt Marco, de abt van het klooster Santa Cecilia. Van oudsher wordt in Abatemarco vlas geteeld. Het dorp werd diverse malen verkocht aan lokale edelen, totdat het in 1811 onderdeel werd van Montano Antilia.

## Ligging
Abatemarco ligt in het zuiden van de regio Cilento en maakt deel uit van het Nationaal park Cilento, Vallo di Diano e Alburni. Het dorp is gelegen op een heuvel boven het dal van de Serrapotamo, tussen de plaatsjes Massicelle en Montano Antilia.

## Bezienswaardigheden
- De Byzantijnse Chiesa di San Nicola di Mira, herbouwd in 1700.
- De Cappella di San Rocco.